# Btooom!
Btooom! (ブトゥーム!?, Butuumu!) è un manga scritto e disegnato da Junya Inoue e serializzato dapprima su Weekly Comic Bunch, ed in seguito su Monthly Comic Bunch, entrambe testate della Shinchosha, ed entrambe riviste che pubblicano seinen. La serializzazione è iniziata nel 2009 ed è terminata nel 2019. Nel 2012 è stata prodotta una serie televisiva anime basata sul manga originale, prodotta dallo studio Madhouse e diretta da Kotono Watanabe. La serie anime è stata trasmessa in Giappone per dodici episodi dal 4 ottobre al 20 dicembre 2012.
In Italia Panini Comics ha acquistato i diritti del manga per la pubblicazione italiana e lo ha pubblicato dal settembre 2012 al maggio 2019 sotto la divisione Planet Manga; l'anime è invece inedito.
Nell'aprile 2017 è stato dichiarato che la seconda stagione non verrà realizzata per via dell'insoddisfazione riguardante l'uscita del gioco per smartphone.

## Trama
Ryōta Sakamoto è un ventiduenne disoccupato che vive con la madre. Nella vita di tutti i giorni il ragazzo non possiede alcuna qualità o caratteristica particolare per cui possa rimanere impresso, è solito passare le sue giornate in casa visto che non ha amici, ma online è uno dei più forti combattenti del videogioco BTOOOM! uno dei videogiochi più famosi al mondo. Un giorno, Ryōta si sveglia su quella che apparentemente sembra un'isola tropicale, benché non abbia alcun ricordo di come sia finito lì. Scorgendo qualcuno in lontananza chiama aiuto, ma per tutta risposta lo straniero gli lancia una bomba addosso, senza però colpirlo.
Ryōta si rende conto di essere finito in qualche modo intrappolato in una versione reale del gioco BTOOOM!. Per la prima volta il protagonista, dopo un'intera esistenza vissuta tra insicurezze ed isolamento dalla realtà, si troverà a scoprire e ad affrontare le difficoltà della vita, cercando di sopravvivere sull'isola per vincere il gioco e salvarsi. Crescendo ed imparando a soffrire riuscirà ad evolversi interiormente, diventando un ragazzo coraggioso, sicuro di sé e pronto a vivere la propria vita.

## Personaggi

### Protagonisti
Ryota Sakamoto (坂本竜太?, Sakamoto Ryōta)
Doppiato da: Kanata Hongō
Protagonista dell'opera, fra i migliori dieci giocatori al mondo di BTOOOM!, di cui è stato anche beta tester in passato. Nella realtà è un ventiduenne NEET, mantenuto dalla madre e dal patrigno, isolato dal mondo reale preferendogli quello online. Proprio per questa sua condizione è stato nominato dalla madre per partecipare al vero gioco di BTOOOM!. Giunto sull'isola si dimostra inizialmente stranito e ignaro di cosa sia successo (nel viaggio è stato stordito, senza ascoltare la spiegazione sul gioco da parte degli organizzatori) ma ben presto si adatta alla situazione, usando la sua conoscenza del gioco per sopravvivere. Col tempo e l'esperienza sull'isola riesce a dimostrarsi coraggioso e pronto a tutto, e non esita ad aiutare le persone in difficoltà. Stringe un particolare legame con Taira ma soprattutto con Himiko.
Himiko (ヒミコ?) / Emilia
Doppiata da: Suzuko Mimori
Protagonista femminile. Come Ryota è una giocatrice di BTOOOM!. È una liceale di 15 anni, molto carina. In passato lei e tre sue amiche furono avvicinate da un popolare senpai e dalla sua band, che drogarono e violentarono le sue amiche. Himiko riuscì a scappare e a chiamare la polizia ma venne considerata dalle sue amiche colpevole dell'accaduto nonché unica a non subire la violenza sessuale e la nominarono per il vero BTOOOM!. Giunta sull'isola si è alleata inizialmente con altri giocatori maschi ma uno di essi, Akechi, tentò di violentarla. Himiko si salvò grazie al taser che si era portata dietro e lo uccise. Per questo e per l'evento passato, ha sviluppato una forte androfobia, considerando tutti gli uomini dell'isola come suoi nemici. L'unica persona di cui si fida è Sakamoto, anche se inizialmente lo considerava un nemico, innamorandosene in seguito. Verso la fine si viene a sapere che i due si erano già conosciuti online, dove si erano addirittura sposati virtualmente. Il suo vero nome è Emilia.
Kiyoshi Taira (平清 きよし?, Taira Kiyoshi)
Doppiato da: Tōru Ōkawa
Un uomo sulla cinquantina, partecipante al gioco, che però non ha esperienze del gioco online. È un agente immobiliare, proveniente da Osaka. Ha una personalità allegra ma come lui stesso commenta, sul lavoro si trasforma in un demonio, disposto a usare scappatoie legali per raggiungere i suoi obiettivi. Probabilmente è per questo motivo che è stato nominato da qualche suo cliente o un suo sottoposto. Si allea con Sakamoto e Himiko. In seguito, convinto di essere stato abbandonato e aver avuto una visione della sua famiglia, decide di tradire i due per mettere le mani sui loro chip e lasciare l'isola. Pentitosi in seguito del gesto, deciderà di suicidarsi davanti agli occhi dei protagonisti.
Nobutaka Oda (織田 信隆?, Oda Nobutaka)
Doppiato da: Yūichi Nakamura
Ex-compagno di scuola e migliore amico di Ryota. Ai quei tempi era un tipo competitivo, intelligente, abile negli sport e molto popolare sia tra i ragazzi che tra le ragazze. La loro amicizia è finita quando Oda fece sesso con una ragazza verso cui Ryota aveva confessato avere un debole. Lasciata la scuola, è diventato un famoso host, fino a possedere un club tutto suo. Afferma che nella vita vinca chi si muove per primo. Si dimostra un abilissimo stratega, preferendo uccidere i nemici tramite trappole, anziché affrontarli di persona e le sue abilità di BTOOOM! sono pari a quelle di Ryota.
Kōsuke Kira (吉良 康介?, Kira Kōsuke)
Doppiato da: Miyuki Sawashiro
Un ragazzino di 14 anni, dalla personalità sadica e crudele, dovuti alle violenze fisiche e sessuali subite dal padre. Fuggito da casa, ha vissuto per strada, commettendo crimini vari, fino a uccidere e violentare tre donne. Grazie al suo avvocato ha avuto una sentenza minore ma è stato poi nominato da qualcuno (presumibilmente un famigliare delle vittime) e finito sull'isola, assieme al padre e al suo avvocato. Utilizzerà poi un BIM per uccidere il padre. È anche lui un assiduo giocatore di BTOOOM!, abile quasi quanto Ryota.

### Altri giocatori
Masashi Miyamoto (宮本 雅志?, Miyamoto Masashi)
Doppiato da: Takaya Kuroda
Un tempo membro delle forze di autodifesa ed ex-membro della legione straniera. Grazie al suo background militare si dimostra un osso duro in combattimento, tanto da non usare neppure il radar e i BIM e armato solo da un coltello. Viene ucciso da Ryota, giunto in soccorso di Himiko, rapita dal militare e dal suo alleato Soichi.
Masahito Date (伊達 雅仁?, Date Masahito)
Doppiato da: Ken Narita
Un dottore che lavorava nello stesso ospedale di Shiki Murasaki. Commise degli errori che portarono alla morte di un suo paziente e fece ricadere la colpa di tutto su Murasaki. In seguito fu nominato per il gioco, dove ritrovò anche Murasaki di cui sfruttò il suo amore. Raccolti tutti i chip necessari, tradì la donna e lasciò l'isola. Ironicamente, sei mesi dopo fu nuovamente nominato per il gioco.Dietro alla sua personalità gentile e amichevole si una mente manipolatrice, pronta a fare di tutto per la sua convenienza e salvezza. Dopo aver tentato di uccidere Himiko e Ryota, viene sconfitto da quest'ultimo e colpito da una falce da Murasaki, incapace però di ucciderlo per l'amore che prova ancora per lui. Alla fine si allea con Ryota, Himiko e Kinoshita per fuggire, ma all'ultimo decide di non rischiare la vita e tenta di salvarsi da solo, venendo però ucciso con una pallottola in fronte.
Hidemi Kinoshita (木下 秀美?, Kinoshita Hidemi)
Doppiata da: Yōko Hikasa
Giocatrice di BTOOOM!, alleata di Oda. Tenterà di uccidere Himiko, senza riuscirci. Sembra conoscere le arti marziali. Viene uccisa dal pilota dell'elicottero che lei, Oda, Ryota e Himiko cercano di dirottare. In punto di morte aziona un BIM esplosivo con cui uccide il proprio assassino.
Yoshiaki Imagawa (今川 義昭?, Imagawa Yoshiaki)
Doppiato da: Tōru Nara
Un delinquente tossicodipendente, partecipante al gioco e ucciso da Ryota.
Sōichi Natsume (夏目 壮一?, Natsume Sōichi)
Doppiato da: Issei Futamata
Avvocato, con un forte senso della giustizia e contrario a uccisioni insensate. Ha difeso Kosuke durante il suo processo, prendendolo in simpatia per via della sua difficile situazione. Cambierà idea sul ragazzo dopo aver assistito all'uccisione del padre. Si è alleato con Miyamoto, dimostrando un cambio drastico della sua personalità (dovuto a degli stimolanti assunti), diventando più sadico e violento. È stato ucciso da Ryota.
Yoshihisa Kira (吉良 義久?, Kira Yoshihisa)
Doppiato da: Hisao Egawa
Padre di Kosuke, dal temperamento violento e abusivo verso il figlio. Verrà poi ucciso da questi.
Mitsuo Akechi (明智 光男?, Akechi Mitsuo)
Doppiato da: Yasuhiro Mamiya
Partecipante al gioco, inizialmente in gruppo con Miyamoto, Himiko e Kondo. Ucciso quest'ultimo da Miyamoto, fuggì da lui assieme a Himiko, promettendole di proteggerla. Quando Himiko si ribellò a lui, tentò di violentarla, ma la ragazza riuscì a liberarsi e lo uccise.

### Personaggi minori
Shiki Murasaki (村崎 志紀?, Murasaki Shiki)
Doppiata da: Rica Fukami
Un'infermiera che lavorava nello stesso ospedale di Date, che ammirava e amava. Per aiutarlo nel corso di un'inchiesta medica, modificò alcune cartelle mediche ma venne poi usata da Date come caprio espiatorio. Nominata per il gioco, giunse sull'isola assieme a Date, alleandosi a lui. Date finì però col tradirla e tentò di ucciderla: Murasaki riuscì a sopravvivere ma perse il braccio sinistro e il suo chip. Si rifugiò in un edificio abbandonato, rendendolo il suo rifugio. Aiuta in seguito Himiko e Ryota contro Date, ma si dimostra ancora innamorata verso di lui e incapace di ucciderlo, nonostante l'odio provato. Viene uccisa quando cerca di aiutare Ryota, Himiko, Date, Kinoshita e Oda a rubare un elicottero per fuggire.
Isamu Kondō (近藤 勇?, Kondō Isamu)
Doppiato da: Yasumichi Kushida
Insegnante di ginnastica alle scuole medie e partecipante al gioco, in gruppo assieme a Himiko, Akechi e Miyamoto. Venne ucciso da quest'ultimo, in contrasto con lui.
Misako Hōjō (北条 美沙子?, Hōjō Misako)
Doppiata da: Mai Tōdō
Partecipante al gioco, uccisa da una trappola di Oda nel tentativo di raggiungere una valigia con delle razioni di cibo.
Tsuneaki Iida (飯田 恒明?, Iida Tsuneaki)
Doppiato da: Junpei Asashina
Programmatore della Tyrannos, coinvolto nello sviluppo di BTOOOM!, compreso quello reale. Conoscente di Ryota, che coinvolse nel beta testing del gioco e per cui segretamente fa il tifo.
Yukie Sakamoto (坂本 幸恵?, Sakamoto Yukie)
Doppiata da: Ayumi Kida
Madre di Ryota. Cerca più di una volta di costringere il figlio ad abbandonare la vita di NEET e trovarsi un lavoro ma senza successo e venendo maltrattata. Ha nominato Ryota al gioco, per poi tentare il suicidio, pentitasi del gesto.
Hisanobu Sakamoto (坂本 久信?, Sakamoto Hisanobu)
Doppiato da: Mitsuaki Madono
Patrigno di Ryota.
Yoshioka (吉岡?)
Doppiato da: Hiroyuki Iwasaki
Conoscente di Himiko e membro di una band musicale. Assieme al resto della compagnia violentò le amiche di Himiko, tentando la stessa cosa con lei ma fallendo. È stato poi arrestato e processato.
Miho (ミホ?), Arisa (アリサ?) e Yuki (ユキ?)
Doppiate da: Shiori Mikami, Noriko Ueda e Yukiyo Fujii
Ex amiche di Himiko. Sono state drogate, picchiate e violentate da Yoshioka e i suoi amici. Costrette a trasferirsi, insieme nominarono Himiko, colpevole dell'accaduto e di averle abbandonate.

## Modalità di gioco
BTOOOM! è un gioco online, sviluppato dalla Tyrannos Japan per la console DXBOX 720 (parodia della Xbox 360). Si tratta di un Third Person Shooter dall'ambientazione futuristica, ma a differenza di altri giochi del genere non si usano armi da fuoco per uccidere gli avversari, bensì bombe note come BIM.
Il gioco ha diverse modalità, ma la più popolare è la Battle Royal. Altra modalità è il System Link, dove si gioca a squadre. A inizio partita, vengono distribuiti a caso otto BIM ai giocatori: usando il radar a disposizione si devono individuare gli avversari e eliminarli. Si può giocare su diverse mappe.
Il vero BTOOOM! funziona in maniera quasi identica al gioco: a ogni giocatore è stato impiantato sulla mano sinistra un chip che svolge le funzioni di radar. Muovendo con un po' di forza la mano sinistra è possibile produrre un'onda radar che si espande dal giocatore nell'ambiente circostante in modo circolare. Se l'onda entra in contatto con un chip (perciò con un altro giocatore) in movimento, il giocatore è in grado di avvertirne la presenza e la sua posizione. La stessa sensazione però, avviene lo stesso anche per il giocatore individuato. Se una persona è immobile non viene rilevata. Se due onde vengono emesse nello stesso momento si annullano a vicenda.
Scopo del gioco è ottenere otto chip, possibile solo dopo aver ucciso i suoi possessori e lasciare l'isola su un elicottero.
Per attaccare i nemici, sia online che nel gioco reale, si usano i BIM, bombe tascabili di cui esistono vari modelli. Ogni giocatore ha ricevuto una borsa con otto BIM prima dello sbarco sull'isola. Solo il proprietario dei BIM può attivarli tramite l'impronta digitale ma una volta che il suo proprietario muore, chiunque può attivarli.
I tipi di BIM sono:
- Cracker: il tipo più comune e facile da usare. Hanno la forma di una piccola sfera e una volta attivati esplodono all'impatto. Hanno un medio/basso potere distruttivo.
- Timer: ha la forma di un piccolo cubo e sono utili nelle imboscate. Come suggerisce il nome, è un BIM che esplode al termine di un conto alla rovescia di 10 secondi (ma è possibile impostarlo per un tempo più breve).
- Implosione: una piccola bomba a sfera, piatta nel retro che la rende possibile da attaccare su una superficie. Dopo l'attivazione, inizia a risucchiare l'aria e dopo qualche secondo esplode, rilasciando una potente onda d'urto. È uno dei BIM più potenti.
- Gas: ha la forma di una lattina. Dopo essere stata attivata, rilascia una sostanza chimica che reagendo con l'aria crea un gas che uccide al contatto, che si tratti di animali, piante e umani. Potente ma pericoloso, in quanto non si può controllare la dispersione del gas. Per poter riuscire a colpire il bersaglio e non rischiare a propria volta di essere colpiti bisogna valutare bene la posizione dell'attivazione e, soprattutto, in che direzione soffia il vento.
- A ricerca: Presa la mira su un bersaglio tramite il mirino, spuntano due ali meccaniche dal BIM, che lo trasportano sull'obiettivo, esplodendo al contatto. Lo si può puntare verso un solo bersaglio ed è possibile disattivarlo se catturato da una persona che non è l'obiettivo del BIM. È poco potente (ma capace comunque di uccidere). La sua particolarità è che il piccolo schermo di cui è dotato funge anche da termoscopio, permettendo di individuare l'avversario anche senza il radar.
- A controllo remoto: ha l'aspetto di una mina, con un numero impresso sopra. Molto efficace nelle imboscate e a fini strategici: vengono attivati tramite un detonatore da polso, che può fare esplodere fino a 6 BIM, anche se, se vengono utilizzati singolarmente, non sempre si riesce ad uccidere sul colpo.
- Incendiario: ha l'aspetto di uno shuriken, che rilascia fiamme nel circondario in quattro direzioni.

## Media

### Manga
Junya Inoue ha iniziato a pubblicare Btooom! sulla rivista mensile Weekly Comic Bunch edita da Shinchosha, dal 2009. Due anni dopo la serie è stata spostata su Monthly Comic @BUNCH, testata lanciata il 21 gennaio 2011 dopo che Weekly Comic Bunch ha chiuso il 27 agosto 2010. Nel numero di maggio 2014 della seconda rivista, uscito il 20 marzo, fu annunciato che il manga sarebbe entrato nel suo ultimo arco narrativo nel numero di giugno, pubblicato il 21 aprile 2014. L'autore rivelò tramite Twitter che la serie sarebbe finita con il ventiseiesimo volume, il quale è uscito nel numero di maggio di @BUNCH pubblicato a marzo 2018.
L'ultimo volume è uscito in madre patria in una doppia edizione, una chiamata "Light" ed un'altra denominata "Dark", entrambi contraddistinti da un diverso finale.
Il manga è stato pubblicato in formato tankōbon da Shinchosha dal 9 ottobre 2009 al 9 agosto 2018.
In Italia Btooom! è stato pubblicato da Panini Comics sotto l'etichetta Planet Manga dal 22 settembre 2012 al 23 maggio 2019.

#### Volumi
| Nº | Data di prima pubblicazione | Data di prima pubblicazione                                          | Data di prima pubblicazione | Data di prima pubblicazione |
| Nº | Giapponese                  | Giapponese                                                           | Italiano                    | Italiano                    |
| -- | --------------------------- | -------------------------------------------------------------------- | --------------------------- | --------------------------- |
| 1  | 9 ottobre 2009              | ISBN 978-4-10-771516-6                                               | 22 settembre 2012           | ISBN 978-88-6304-368-6      |
| 2  | 9 gennaio 2010              | ISBN 978-4-10-771537-1                                               | 20 ottobre 2012             | ISBN 978-88-6304-453-9      |
| 3  | 8 maggio 2010               | ISBN 978-4-10-771563-0                                               | 24 novembre 2012            | ISBN 978-88-6304-570-3      |
| 4  | 9 ottobre 2010              | ISBN 978-4-10-771593-7                                               | 22 dicembre 2012            | ISBN 978-88-6304-602-1      |
| 5  | 9 giugno 2011               | ISBN 978-4-10-771622-4                                               | 26 gennaio 2013             | ISBN 978-88-6304-730-1      |
| 6  | 9 settembre 2011            | ISBN 978-4-10-771633-0                                               | 28 febbraio 2013            | ISBN 978-88-6304-832-2      |
| 7  | 7 gennaio 2012              | ISBN 978-4-10-771647-7                                               | 27 aprile 2013              | ISBN 978-88-6304-978-7      |
| 8  | 8 giugno 2012               | ISBN 978-4-10-771665-1                                               | 29 giugno 2013              | ISBN 978-88-912-5078-0      |
| 9  | 7 settembre 2012            | ISBN 978-4-10-771680-4                                               | 31 agosto 2013              | ISBN 978-88-912-5164-0      |
| 10 | 9 gennaio 2013              | ISBN 978-4-10-771693-4                                               | 19 ottobre 2013             | ISBN 978-88-912-5216-6      |
| 11 | 9 maggio 2013               | ISBN 978-4-10-771708-5                                               | 21 dicembre 2013            | ISBN 978-88-912-5292-0      |
| 12 | 9 settembre 2013            | ISBN 978-4-10-771718-4                                               | 8 marzo 2014                | ISBN 978-88-912-5417-7      |
| 13 | 9 gennaio 2014              | ISBN 978-4-10-771733-7                                               | 21 giugno 2014              | ISBN 978-88-912-5487-0      |
| 14 | 9 maggio 2014               | ISBN 978-4-10-771746-7                                               | 20 dicembre 2014            | ISBN 978-88-912-5724-6      |
| 15 | 9 settembre 2014            | ISBN 978-4-10-771773-3                                               | 18 aprile 2015              | ISBN 978-88-912-5783-3      |
| 16 | 9 gennaio 2015              | ISBN 978-4-10-771794-8                                               | 22 agosto 2015              | ISBN 978-88-912-5949-3      |
| 17 | 9 maggio 2015               | ISBN 978-4-10-771819-8                                               | 5 dicembre 2015             | ISBN 978-88-912-6074-1      |
| 18 | 9 settembre 2015            | ISBN 978-4-10-771843-3                                               | 5 maggio 2016               | ISBN 978-88-912-6183-0      |
| 19 | 9 gennaio 2016              | ISBN 978-4-10-771871-6                                               | 11 agosto 2016              | ISBN 978-88-912-6283-7      |
| 20 | 9 maggio 2016               | ISBN 978-4-10-771895-2                                               | 20 ottobre 2016             | ISBN 978-88-912-6331-5      |
| 21 | 9 settembre 2016            | ISBN 978-4-10-771918-8                                               | 25 maggio 2017              | ISBN 978-88-912-6520-3      |
| 22 | 7 gennaio 2017              | ISBN 978-4-10-771949-2                                               | 23 novembre 2017            | ISBN 978-88-912-6722-1      |
| 23 | 9 maggio 2017               | ISBN 978-4-10-771980-5                                               | 8 marzo 2018                | ISBN 978-88-912-6813-6      |
| 24 | 8 settembre 2017            | ISBN 978-4-10-772011-5                                               | 17 gennaio 2019             | ISBN 978-88-912-8658-1      |
| 25 | 9 febbraio 2018             | ISBN 978-4-10-772051-1                                               | 28 marzo 2019               | ISBN 978-88-912-8738-0      |
| 26 | 9 agosto 2018               | ISBN 978-4-10-772109-9 (ed. Light) ISBN 978-4-10-772110-5 (ed. Dark) | 23 maggio 2019              | ISBN 978-88-912-8813-4      |

### Anime
Nel giugno 2012 fu annunciato che il manga sarebbe stato adattato in una serie televisiva anime dallo studio d'animazione Madhouse. La serie è stata trasmessa in Giappone su Tokyo MX ed è stata trasmessa in streaming in simulcasting con sottotitoli in inglese da Crunchyroll dal 4 ottobre al 20 dicembre 2012. L'anime è stato licenziato per una pubblicazione per l'home video in uscita nel 2013 da Sentai Filmworks nel Nord America. Le sigle sono rispettivamente No Pain, No Game e Exist (エグジスト?, Egujisuto) (solo nell'episodio 12) entrambe cantate da Nano in apertura e Aozora (アオゾラ?) cantata da May'n in chiusura.

#### Episodi
| Nº | Titolo italiano (traduzione letterale) Giapponese 「Kanji」 - Rōmaji                  | In onda          | In onda |
| Nº | Titolo italiano (traduzione letterale) Giapponese 「Kanji」 - Rōmaji                  | Giapponese       |         |
| 1  | Start 「開始」 - Kaishi                                                               | 4 ottobre 2012   |         |
| 2  | La studentessa delle superiori sporca di sangue 「血の女子高生」 - Chi no joshikousei | 11 ottobre 2012  |         |
| 3  | Survival 「サバイバル」 - Sabaibaru                                                   | 18 ottobre 2012  |         |
| 4  | Il migliore nella classifica mondiale 「世界ランカー」 - Sekai Rankā                  | 25 ottobre 2012  |         |
| 5  | Assalto 「強襲」 - Kyōshū                                                             | 1º novembre 2012 |         |
| 6  | Notte di sacrifici 「生贄の夜」 - Ikenie no yoru                                      | 8 novembre 2012  |         |
| 7  | Sposa virtuale 「仮想花嫁」 - Kasō hanayome                                           | 15 novembre 2012 |         |
| 8  | Spettro bianco 「白い亡霊」 - Shiroi bōrei                                            | 22 novembre 2012 |         |
| 9  | Il giocatore più forte 「最強プレイヤー」 - Saikyō Pureiyā                            | 29 novembre 2012 |         |
| 10 | High level 「ハイレベル」 - Hai Reberu                                                | 6 dicembre 2012  |         |
| 11 | Ritorno 「復活」 - Fukkatsu                                                           | 13 dicembre 2012 |         |
| 12 | Legami 「絆」 - Kizuna                                                                | 20 dicembre 2012 |         |

## Accoglienza
Theron Martin di Anime News Network ha recensito i primi episodi dell'anime facendo dei confronti con Sword Art Online, trovando che presentasse un tema simile per quanto riguarda la trama ma differisce nello stile e adotta un "approccio più oscuro, più grintoso e del tutto più viscerale" oltre a mostrare "ingegno" di combattimento piuttosto che in SAO dove vi era un "approccio di potere". Nonostante le somiglianze, Btooom! ha armi abbastanza tipiche che producono "una svolta innovativa che modella drammaticamente le mosse strategiche dei giocatori in modi interessanti" e le scelte dei personaggi che influenzano le impressioni del pubblico su di loro. Nel complesso, ha elogiato la coerenza delle scene d'azione elettrizzanti, gli sforzi nello sviluppo del protagonista e dei suoi momenti drammatici e intensi.
Sebbene l'anime sia diventato popolare a livello internazionale, i volumi Blu-ray/DVD hanno venduto solamente 338 copie in Giappone.